# Fantastic Beasts: The Secrets of Dumbledore (soundtrack)
Fantastic Beasts: The Secrets of Dumbledore is de originele soundtrack van de gelijknamige film, gecomponeerd door James Newton Howard en uitgebracht op 8 april 2022 door WaterTower Music.
De muziek werd opgenomen in de Abbey Road Studios en de AIR Lyndhurst Studios in Londen. Het orkest stond onder leiding van Pete Anthony en Gavin Greenaway. In de filmmuziek zong het koor London Voices. De nummers "Fantastic Beasts: The Secrets of Dumbledore" en "The Room We Require" werden al op 1 april 2022 vrijgegeven. Eerder componeerde Howard de soundtracks Fantastic Beasts and Where to Find Them en Fantastic Beasts: The Crimes of Grindelwald.

## Nummers
Alle muziek is geschreven door James Newton Howard, tenzij anders vermeld.
CD 1
| Nr. | Titel                       | Duur |
| --- | --------------------------- | ---- |
| 1   | I'm Expecting Someone       | 2:14 |
| 2   | We Can Free Each Other      | 2:37 |
| 3   | She's Ready                 | 2:31 |
| 4   | Wyvern Rescue               | 3:44 |
| 5   | Young Man's Magic           | 3:19 |
| 6   | I Know You Are There        | 2:35 |
| 7   | Lally                       | 1:22 |
| 8   | Call Me Jacob               | 1:41 |
| 9   | Countersight                | 4:27 |
| 10  | A Message to Deliver        | 4:07 |
| 11  | Insufficient Evidence       | 2:07 |
| 12  | Do You Know What It's Like? | 2:38 |
| 13  | Kama's Memory               | 2:33 |
| 14  | Same Blood                  | 5:27 |
| 15  | The Erkstag                 | 2:58 |
| 16  | Let Him Stand               | 2:04 |
| 17  | Manticore Dance             | 3:23 |
| 18  | Go to Him                   | 2:22 |
| 19  | Assassin!                   | 1:39 |
| 20  | Ted and Pick                | 1:10 |

CD 2
| Nr. | Titel                                                 | Duur |
| --- | ----------------------------------------------------- | ---- |
| 1   | The Escape                                            | 2:30 |
| 2   | Kingdom of Bhutan                                     | 2:45 |
| 3   | Powers of the Beast                                   | 1:49 |
| 4   | Family History                                        | 4:07 |
| 5   | Reanimation                                           | 2:05 |
| 6   | The Room We Require                                   | 3:15 |
| 7   | Surrounded                                            | 1:12 |
| 8   | Hey Fellas                                            | 1:35 |
| 9   | Case Chaos                                            | 1:45 |
| 10  | A Full Heart                                          | 3:47 |
| 11  | The Vote                                              | 4:19 |
| 12  | He's Lying to You                                     | 5:22 |
| 13  | The Twin                                              | 2:19 |
| 14  | He Sought to Kill, I Sought to Protect                | 2:35 |
| 15  | I Was Never Your Enemy                                | 1:22 |
| 16  | The Promise                                           | 2:30 |
| 17  | The Ceremony                                          | 5:01 |
| 18  | Fantastic Beasts: The Secrets of Dumbledore           | 2:47 |
| 19  | Heaven (geschreven en uitgevoerd door Gregory Porter) | 3:52 |